# Keizerdom
Keizerdom (Duits Kaiserdom) is in Duitsland de traditionele naam voor een aantal grote kerken die een bijzondere band hadden met de keizers van het Heilige Roomse Rijk.
De drie romaanse kathedralen van Mainz, Worms en Spiers worden vaak aangeduid als de Rijnlandse Kaiserdome.
De Dom van Spiers is in ongeveer 1030 gesticht door keizer Koenraad II als een grafkerk voor de Salische dynastie, en werd in de periode 1082 tot 1104 uitgebreid onder keizer Hendrik IV.
De Dom van Mainz werd na 975 gesticht door Willigis, de regent van de minderjarige Otto III. Keizer Hendrik IV liet na de kathedraalbrand van 1081 het oostwerk vervangen door een nieuwe vleugel. In de Dom van Mainz werden Filips van Zwaben, Frederik II en Hendrik IV tot keizer gekroond. Vermoedelijk in de voorganger van de huidige dom werden Hendrik II en Koenraad II gekroond.
De kerk van Worms wordt vanwege zijn grootte en pracht ook als keizerdom betiteld. In de kerk ligt familie van keizer Koenraad II begraven.
Ook de door de Saksische keizer Lothar III gebouwde basiliek in Königslutter is bekend als keizerdom, evenals de door keizer Hendrik II gebouwde kathedraal van Bamberg. Ook de Dom van Aken en de Dom van Frankfurt worden keizerdom genoemd, omdat in deze kathedralen de traditionele verkiezing en kroning van de Roomse koningen en keizers plaatsvond.

## Fotogalerij

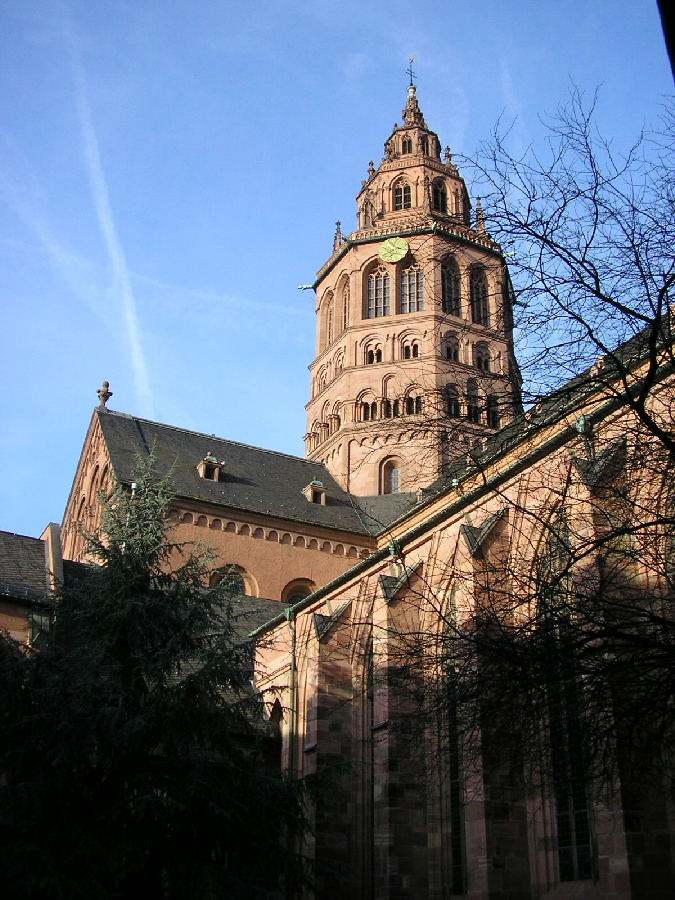
Dom van Mainz
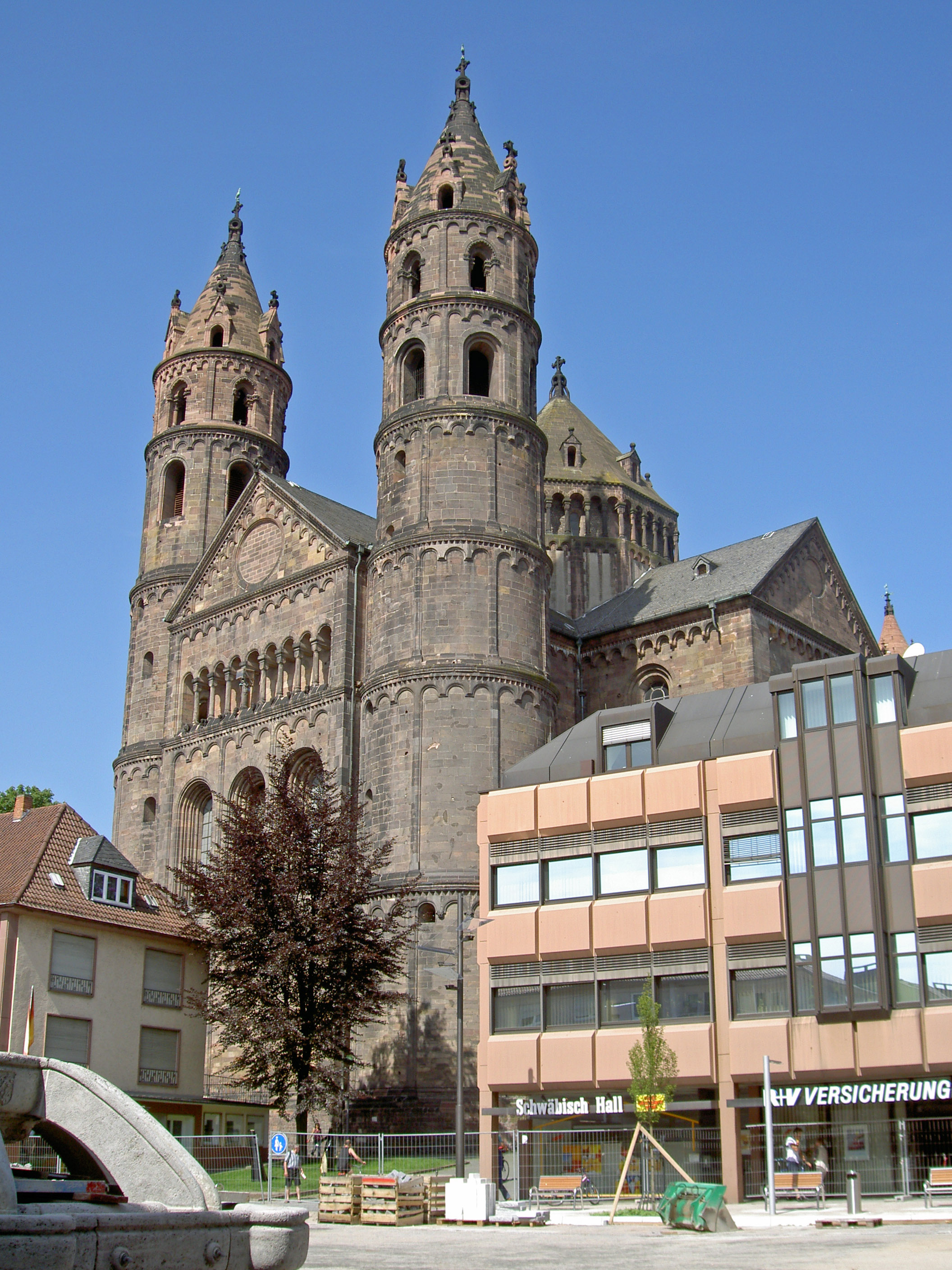
Dom van Worms
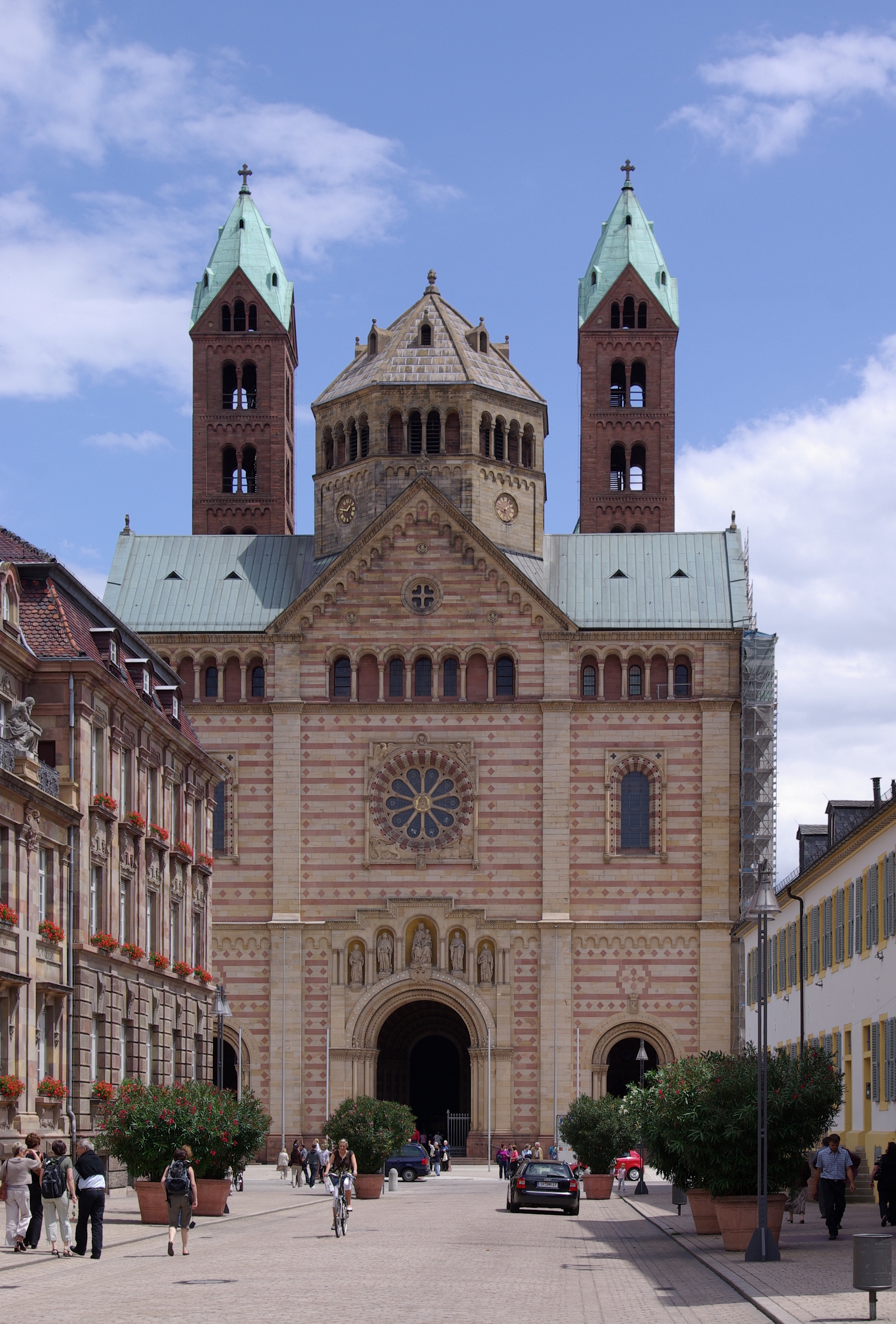
Dom van Spiers
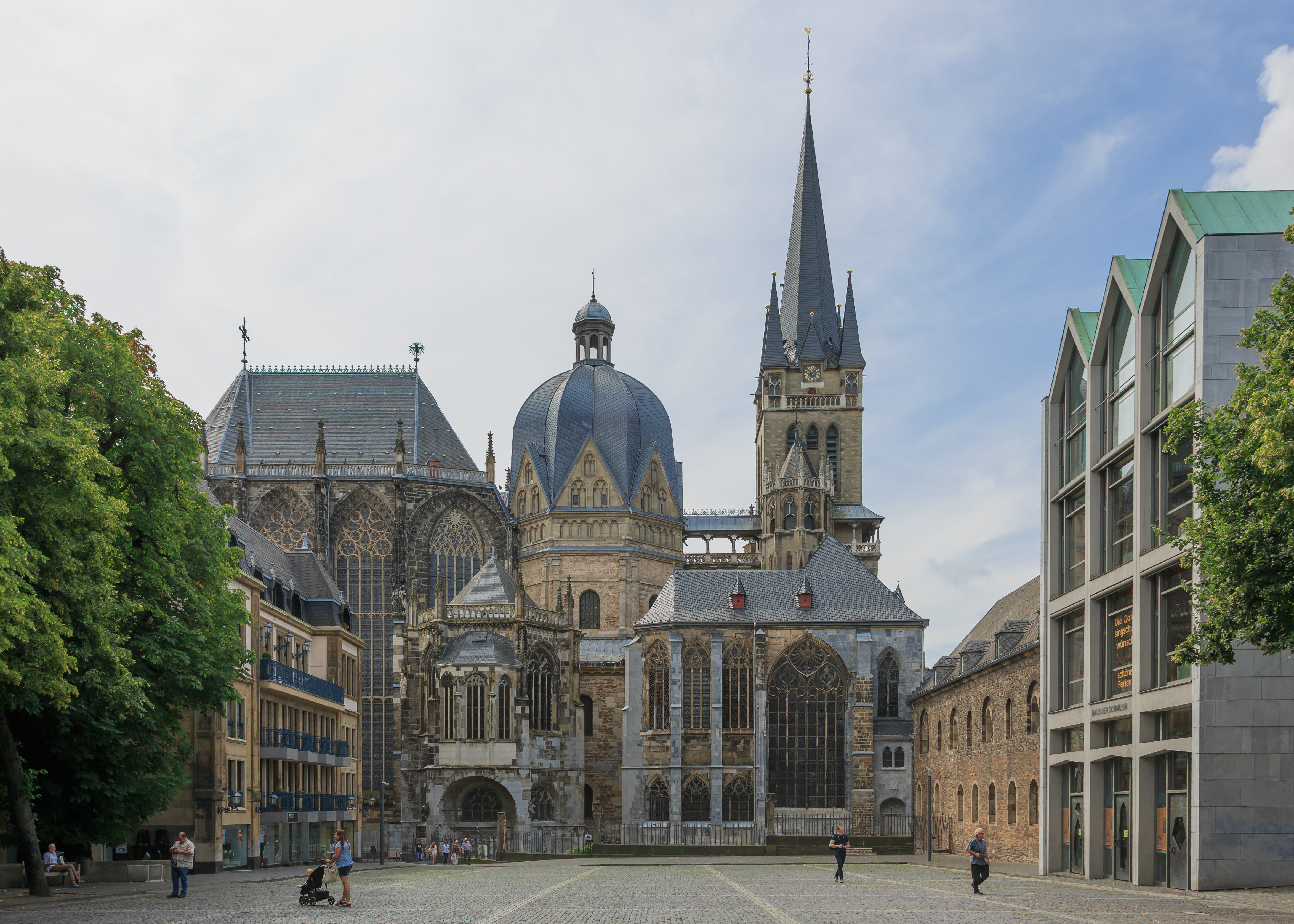
Dom van Aken
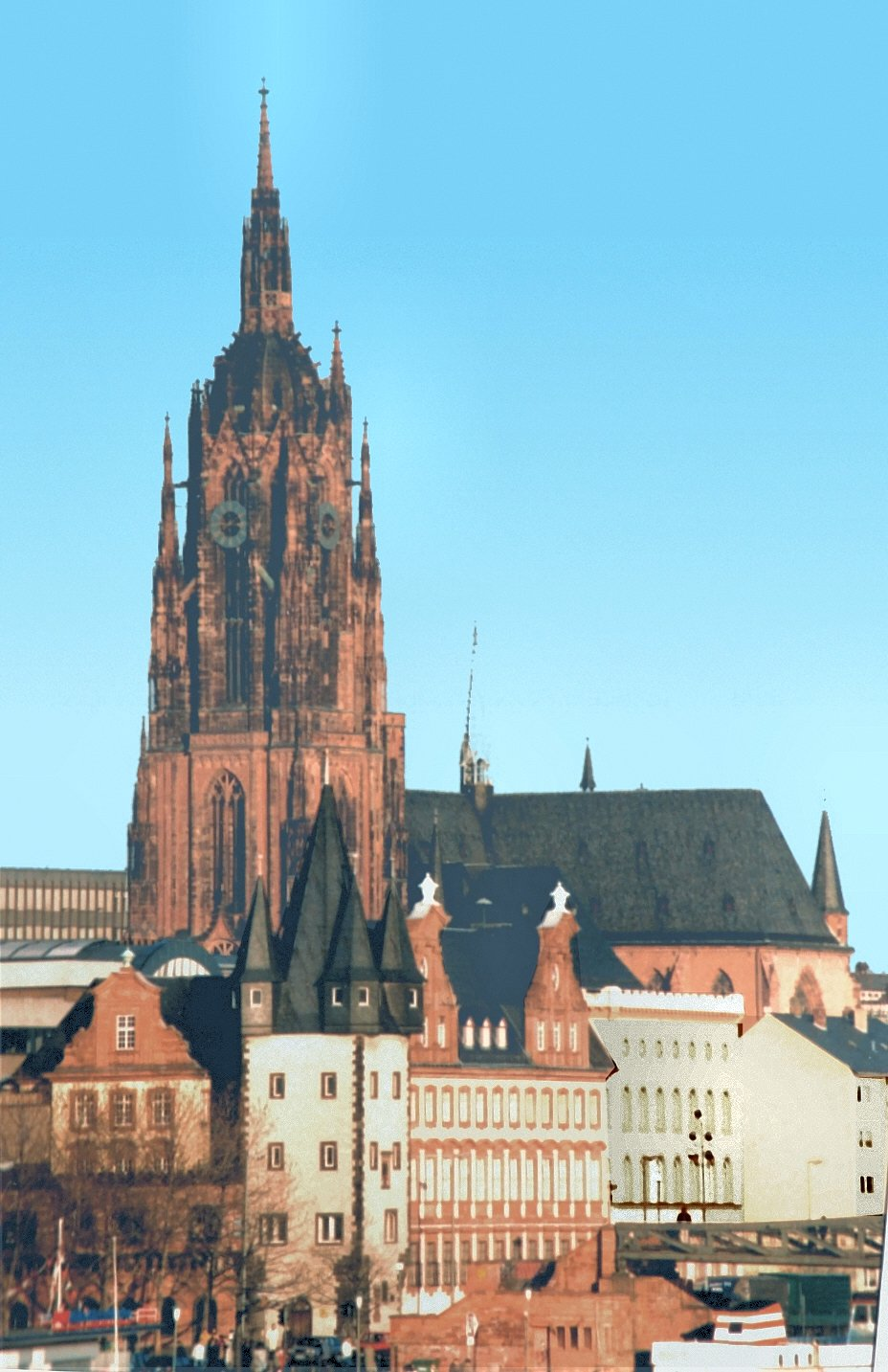
Dom van Frankfurt
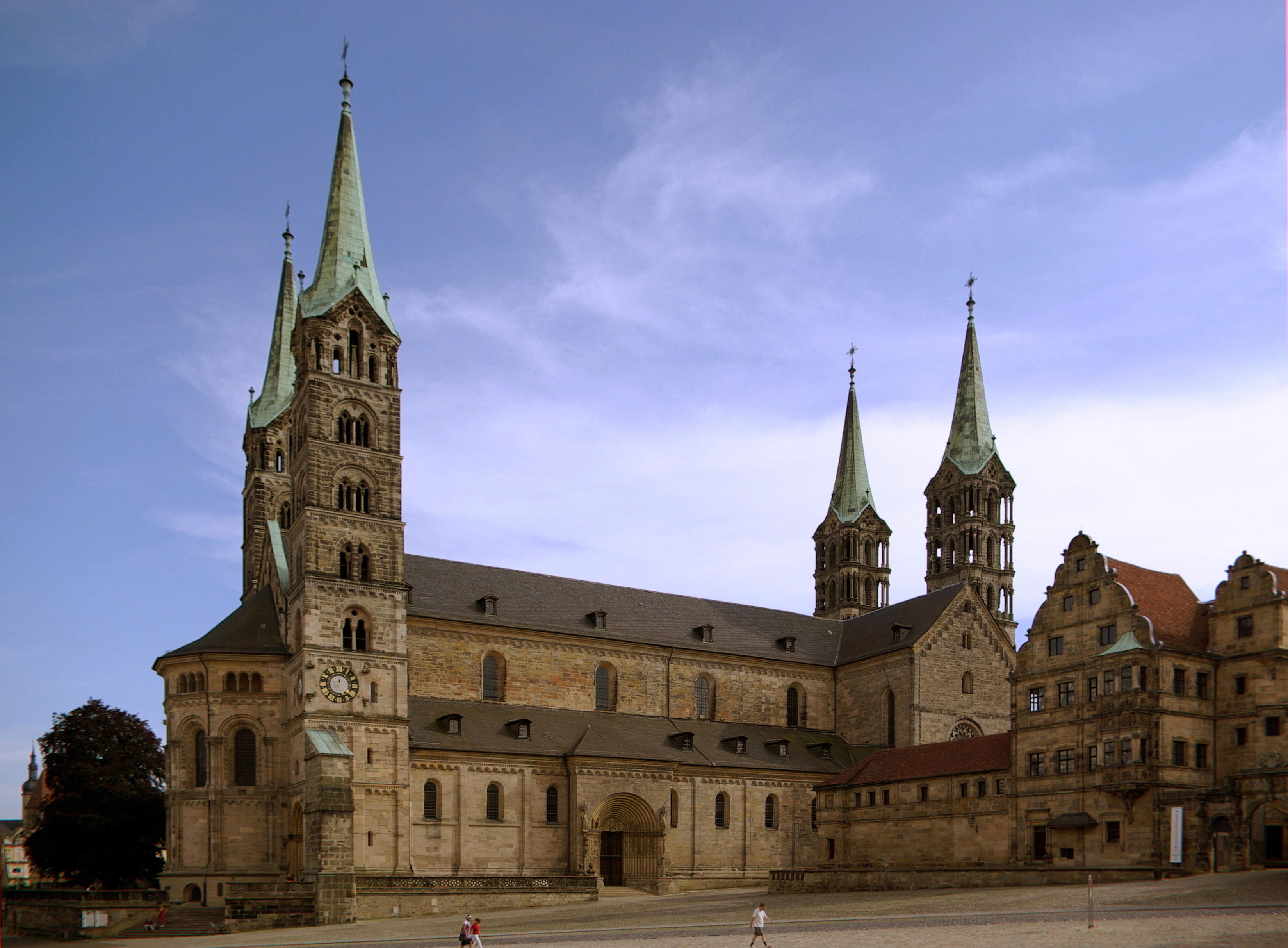
Dom van Bamberg
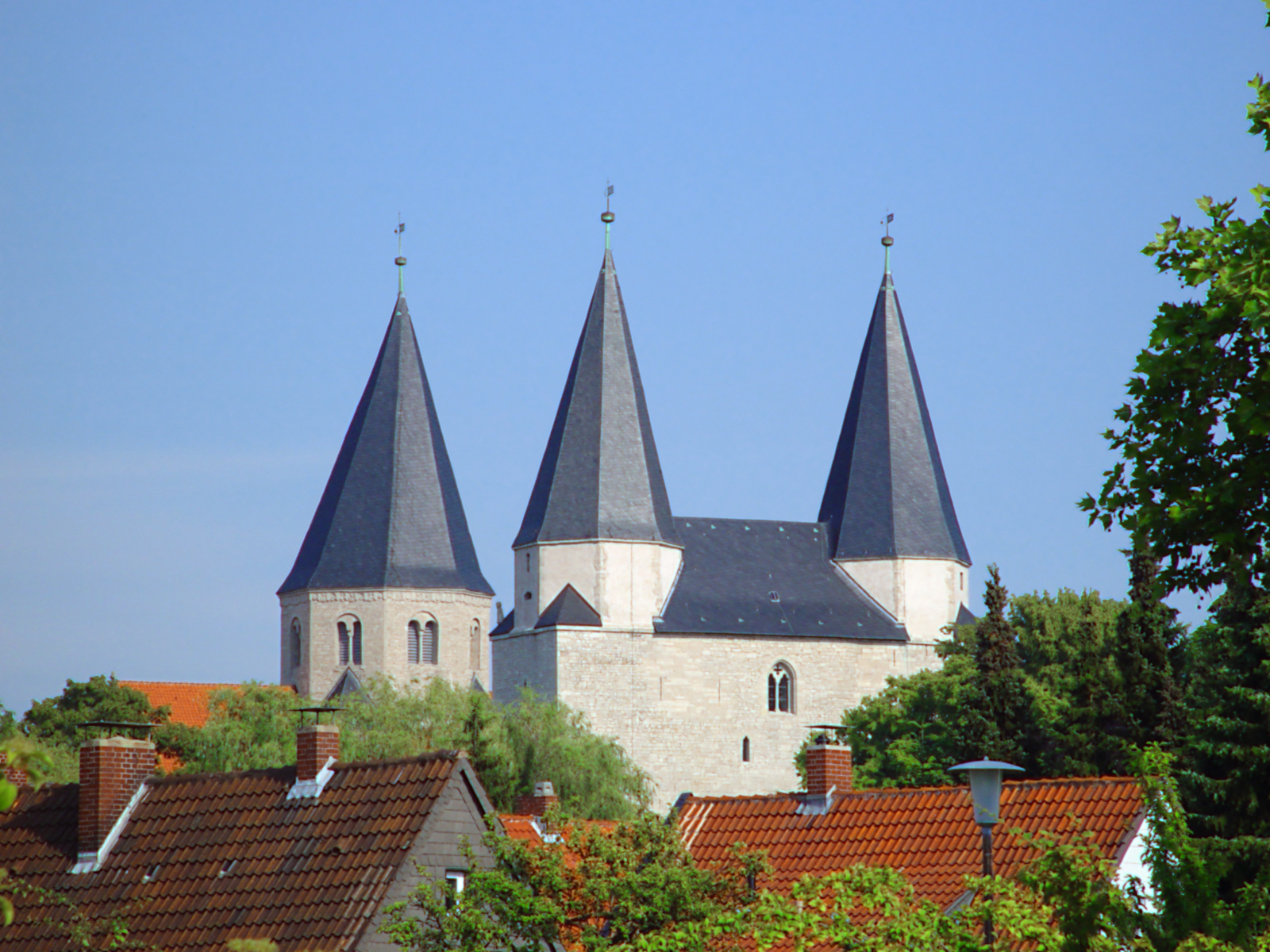
De dom van Königslutter in Königslutter